# Скараманговка
Скараманговка — район в Таганроге.

## География
В современной топонимике Таганрога район Скараманговка располагается между Парковым переулком, Кожевенным заводом, Чугунным переулком и улицей Дзержинского.

## История
Название района происходило от фамилии Ивана Амвросиевича Скараманги (1820—1902), таганрогского промышленника греческого происхождения, владельца большого имения в районе устья речки Малая Черепаха, русло которой располагается в одноимённой балке.
Изначально район населяли преимущественно семьи работников кожевенного и металлургического заводов.
Хулиганов, проживающих в районах Скараманговки и Касперовки, в Таганроге называли «фараонами», в отличие от других городов России, где так именовали городовых.
В мае1903 года у пересечения улицы Амвросиевской и 2-го Кожевенного переулка по проекту архитектора С. И. Гущина была заложена Церковь Иоанна Предтечи (Таганрог). Церковь была построена через год. В 1931 году церковь закрыли, а здание и прилегающую территорию передали под школу 2-й ступени.
С конца 1970-х годов в здании был расположен межшкольный городской учебно-производственный комбинат, в котором старшеклассники осваивали ряд профессий: токарное дело, автодело, машинопись, швейное и др.
С 1990-х годов в здании бывшей школы располагается Таганрогский ОМОН.
В настоящее время топоним «Скараманговка» не употребляется в разговорной речи таганрожцев и известен только краеведам.